# Calconiscellus gottscheensis
Calconiscellus gottscheensis е вид ракообразно от семейство Trichoniscidae. Видът е уязвим и сериозно застрашен от изчезване.

## Разпространение
Разпространен е в Словения.